# Арцберг (Саксонія)
Арцберг (нім. Arzberg) — громада в Німеччині, розташована в землі Саксонія. Входить до складу району Північна Саксонія. Складова частина об'єднання громад Байльроде.
Площа — 58,23 км2. Населення становить 1874 ос. (станом на 31 грудня 2020).

## Галерея

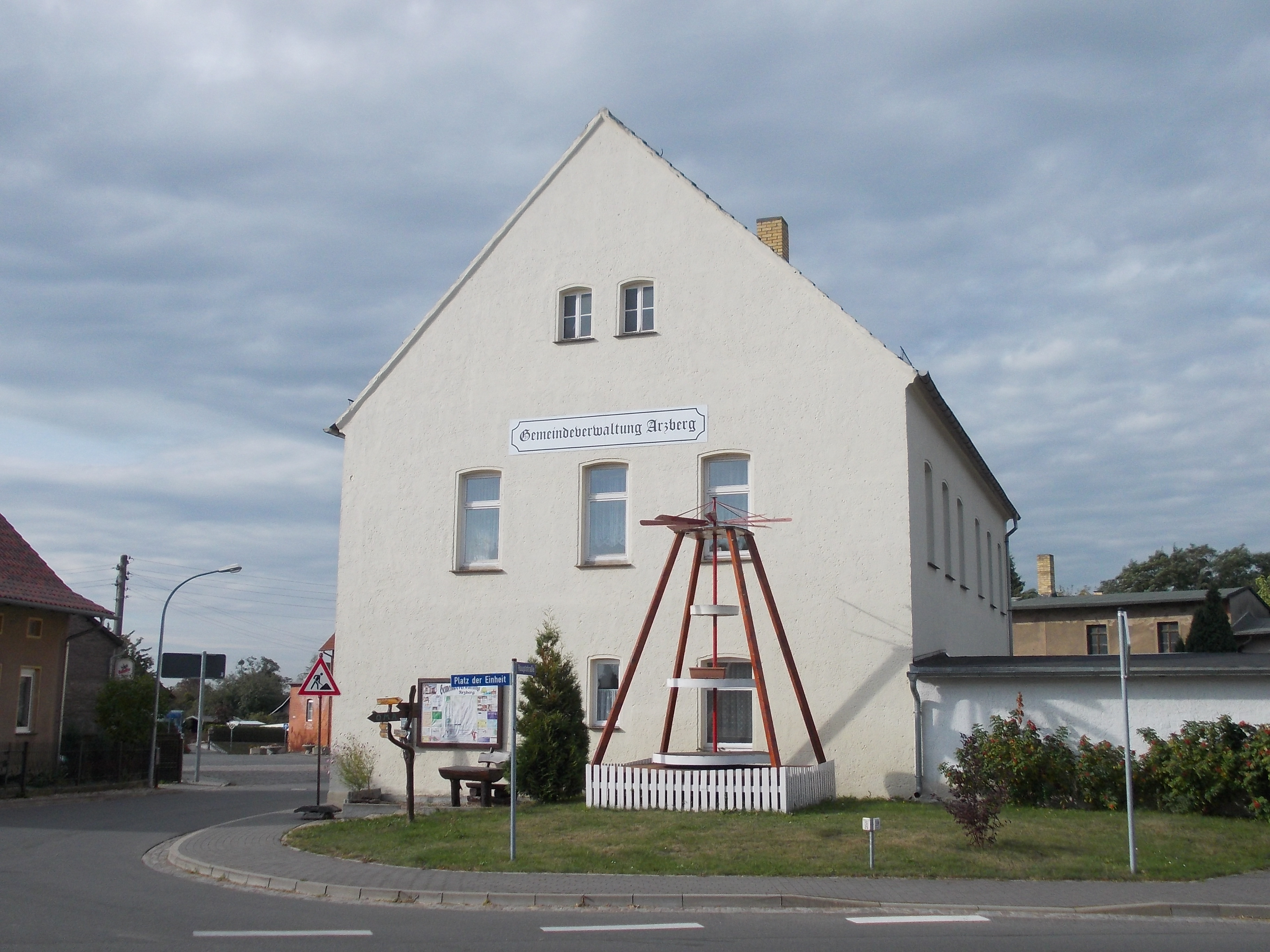
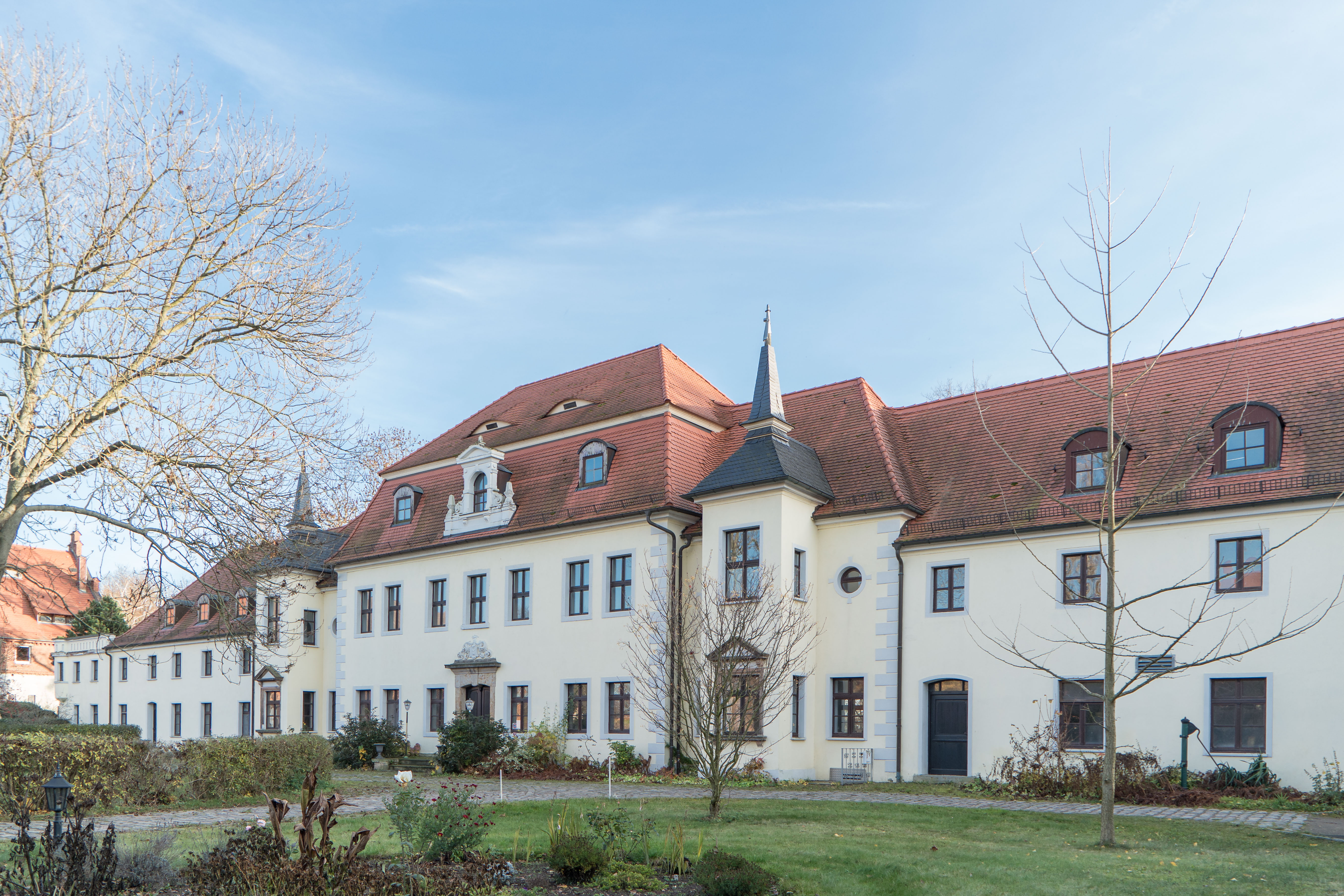
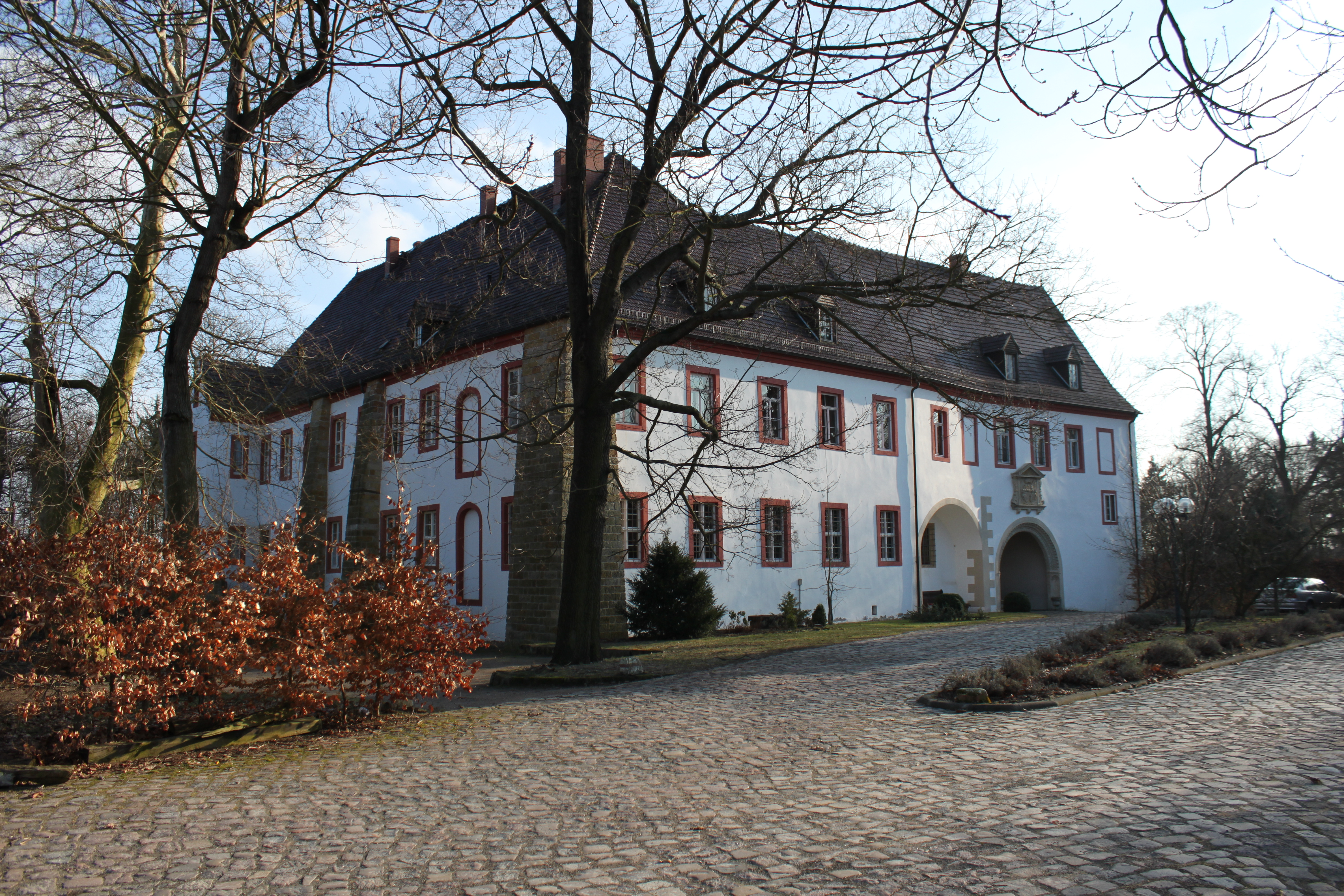